# تپه رشمینه ۳
تپه رشمینه ۳ مربوط به مفرغ است و در شهرستان گیلانغرب، بخش مرکزی، دهستان حومه، ۶۳۰ متری جنوب غرب روستای علیرضاوندی واقع شده و این اثر در تاریخ ۲۶ اسفند ۱۳۸۷ با شمارهٔ ثبت ۲۵۶۳۷ به‌عنوان یکی از آثار ملی ایران به ثبت رسیده است.